# 錫布里茲 (北卡羅萊納州)
錫布里茲（英語：Sea Breeze）是位於美國北卡羅萊納州新漢諾威縣的普查規定居民點。

## 人口
根據2020年美國人口普查的數據，錫布里茲的面積為5.41平方千米，當中陸地面積為4.83平方千米，而水域面積為0.58平方千米。當地共有人口2245人，而人口密度為每平方千米414.97人。